# The Montreux Performance
The Montreux Performance (lub Switzerland) – album Tomasza Stańki, wydany w Niemczech w 1987.
Album został nagrany na Festival de Jazz de Montreux 14 lipca 1987 przez ekipę Le Mobile The High-Tech Style. Wszystkie utwory to kompozycje Tomasza Stańki (oprócz zaznaczonych). Winylowy LP został wydany nakładem niemieckiej firmy ITM Germany (ITM 0023) pod tytułem „The Montreux Performance Tomasz Stańko Freelectronic”. W Polsce album ukazał się w Polskich Nagraniach jako Switzerland Tomasz Stańko Freelectronic. Reedycja niemiecka na CD, wydana przez New Editions (ne 8714) nosiła tytuł Freeeletronic in Montreux, polska reedycja na CD to wydanie Metal Mind Productions znów jako Switzerland (była to jedna z pięciu płyt zestawu, który wydano w liczbie 2 tysięcy numerowanych kompletów).

## Twórcy
- Tomasz Stańko – trąbka
- Janusz Skowron – Yamaha DX7, fortepian
- Witold Szczurek – kontrabas, gitara basowa
- Tadeusz Sudnik – synthi AKS, electronics

## Lista utworów
Strona A
| 1. | „Lady Go”  | 9:43  |
|    |            |       |
| 2. | „Asmodeus” | 7:16  |
|    |            |       |
| 3. | „Sunia”    | 3:05  |
|    |            |       |
|    |            | 20:04 |
|    |            |       |
Strona B
| 4. | „Too Pee”                       | 7:31  |
|    |                                 |       |
| 5. | „Switzerland” (Stańko, Skowron) | 2:03  |
|    |                                 |       |
| 6. | „Ha, Ha, Ha”                    | 7:07  |
|    |                                 |       |
|    |                                 | 16:41 |
|    |                                 |       |

## Informacje uzupełniające
- Montaż – Piotr Brzeziński
- Asystent – Wojciech Siwiecki
- Zdjęcia – Andrzej Tyszko
- Projekt graficzny – Andrzej Tyszko, Henryk Waniek
- Autor grafiki – Henryk Waniek
- Remiksy (reedycja CD)– Studio Teatru STU w Krakowie
- Produkcja – Tomasz Stańko
- Konsultacja (audio) – Tadeusz Sudnik, Krzysztof Jasiński

## Edycje płytowe
- 1987 ITM Records, 0023 CD, LP
- 1988 Polskie Nagrania „Muza”, SX 2730, LP
- 2000 Polonia Records CD 254
- 2008 New Editions (Germany) ne 8714, CD
- 2008 Metal Mind Productions, MMP5CDBOX006 (jedna z 5. płyt wchodzących w skład wydawnictwa Tomasz Stańko 1970 1975 1984 1986 1988)